# Karakter (aard)
Karakter of inborst is de combinatie van vaste innerlijke eigenschappen of karaktertrekken van een persoon. Deze combinatie bepaalt hoe een persoon met bepaalde dingen omgaat. Dit zijn relatief stabiele eigenschappen die moeilijk te veranderen zijn, dikwijls pas na intensieve en volgehouden training of therapie. Daardoor onderscheidt de karaktertrek zich van de gewoonte. Dit is dan meer een aangeleerde manier van reageren op zijn omgeving, die men weer kan afleren.
Van invloed op het karakter zijn opgedane ervaringen, die samen met het karakter bepalend zijn voor uitingen (karakter plus input is output). In de psychologie is de combinatie van iemands karakter en zijn gewoontes - de combinatie van aangeboren en aangeleerde eigenschappen - de persoonlijkheid.
Bij dieren, met name honden en paarden horen karaktereigenschappen specifiek bij een bepaald ras.
Voorwerpen kunnen een karakter hebben, maar geen persoonlijkheid.

## Ontstaan van karakter
Vermoedelijk ligt een deel van het karakter vast in erfelijke eigenschappen, maar zeker is hoe dan ook dat de omgeving een grote invloed heeft op het karakter. De opvoeding speelt dus ook een belangrijke rol.

## Bij wijze van spreken
De uitdrukking geen karakter hebben wil zeggen dat iemand geen eigen wil heeft of deze niet doorzet.